# Xã Johnson, Quận Washington, Arkansas
Xã Johnson (tiếng Anh: Johnson Township) là một xã thuộc quận Washington, tiểu bang Arkansas, Hoa Kỳ. Năm 2010, dân số của xã này là 3.937 người.